# Valle de Paredes
El valle de Paredes, es un valle situado en el sur del concejo asturiano de Valdés, y perteneciente a la Parroquia de Paredes.
Situado a unos 25 km aproximadamente de Luarca, la capital del concejo. Limita por el sur con el concejo de Tineo.

## Pueblos
Los pueblos que componen el Valle de Paredes son:
- Paredes
- San Pedro de Paredes
- La Vega
- Fanón
- El Rebollar
- El Castiello
- La LLamiella
- La Puchica
- La Candana
- La Cruz
- Granda
- San Vicente
- La Serrantina
- Piñera
- Las Corradas
- Longrey
- El Suco
- Bustiello
- Agüera
- Ovienes
- La Malata

## Geografía

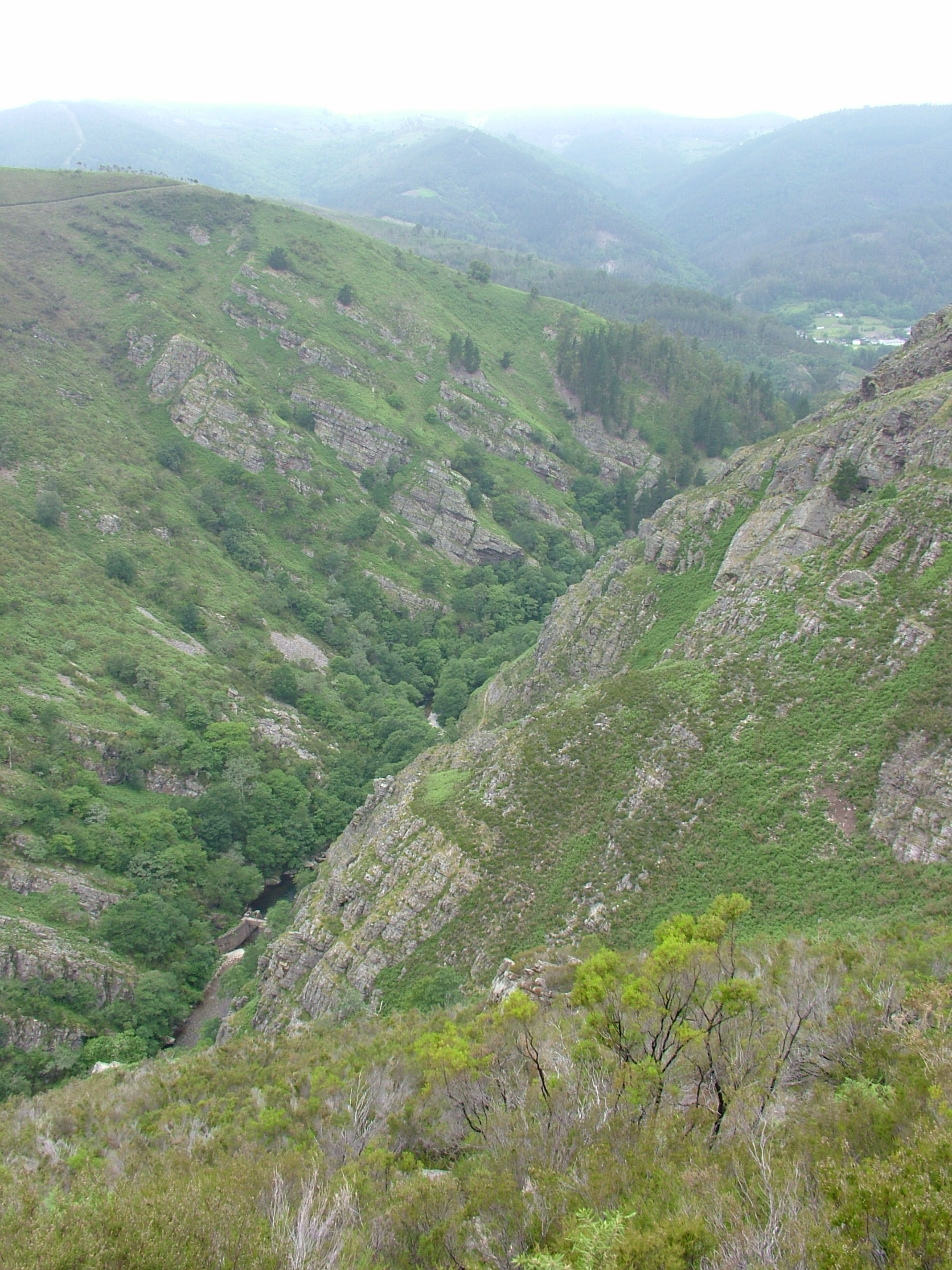
Hoces del Esva

Su geografía está determinada por el río Esva, resultado de siglos de erosión, y donde se localizan las Hoces del Esva, declaradas Monumento natural.
El valle fue excavado por el río Esva sobre roca silícea. Se pueden distinguir perfectamente las distintas fases de formación especialmente entre Ovienes y Longrey. Disfruta de un microclima muy favorable, pues está protegido de los fríos vientos del norte y muy abierto al sur.

## Historia
NEOLÍTICO: en el valle hubo al menos tres castros, aún hoy sin excavar ni estudiar. En cuanto a los monumentos funerarios, aún se mantiene el menhir en Ovienes y el dolmen de Restiello. Además, en la Capilla de Santiago se descubrió en la última restauración una lápida funeraria de un jefe guerrero, ya que representa un torso y cabeza masculina con un puñal en la mano sobre el pecho.
ÉPOCA ROMANA: los romanos utilizaban el valle para transportar oro desde Navelgas hasta Trevías y embarcarlo hasta Luarca. Según algunos historiadores, entre Ovienes y Bustiello había un filón de oro que explotaron.
EDAD MEDIA: de la Edad Media, cabe destacar la Iglesia de San Pedro y alguna de las capillas repartidas por el valle.
SIGLO XX: a comienzos del siglo XX se construyó el embalse y la central eléctrica de la Electra del Esva, que al cabo del tiempo abasteció de electricidad a prácticamente todo el concejo de Luarca.
En la década de 1990 se planteó la apertura de una mina de feldespato a cielo abierto, lo que provocó el rechazo vecinal. De aquí surgió la Asociación de Vecinos del Valle de Paredes.

## Que visitar

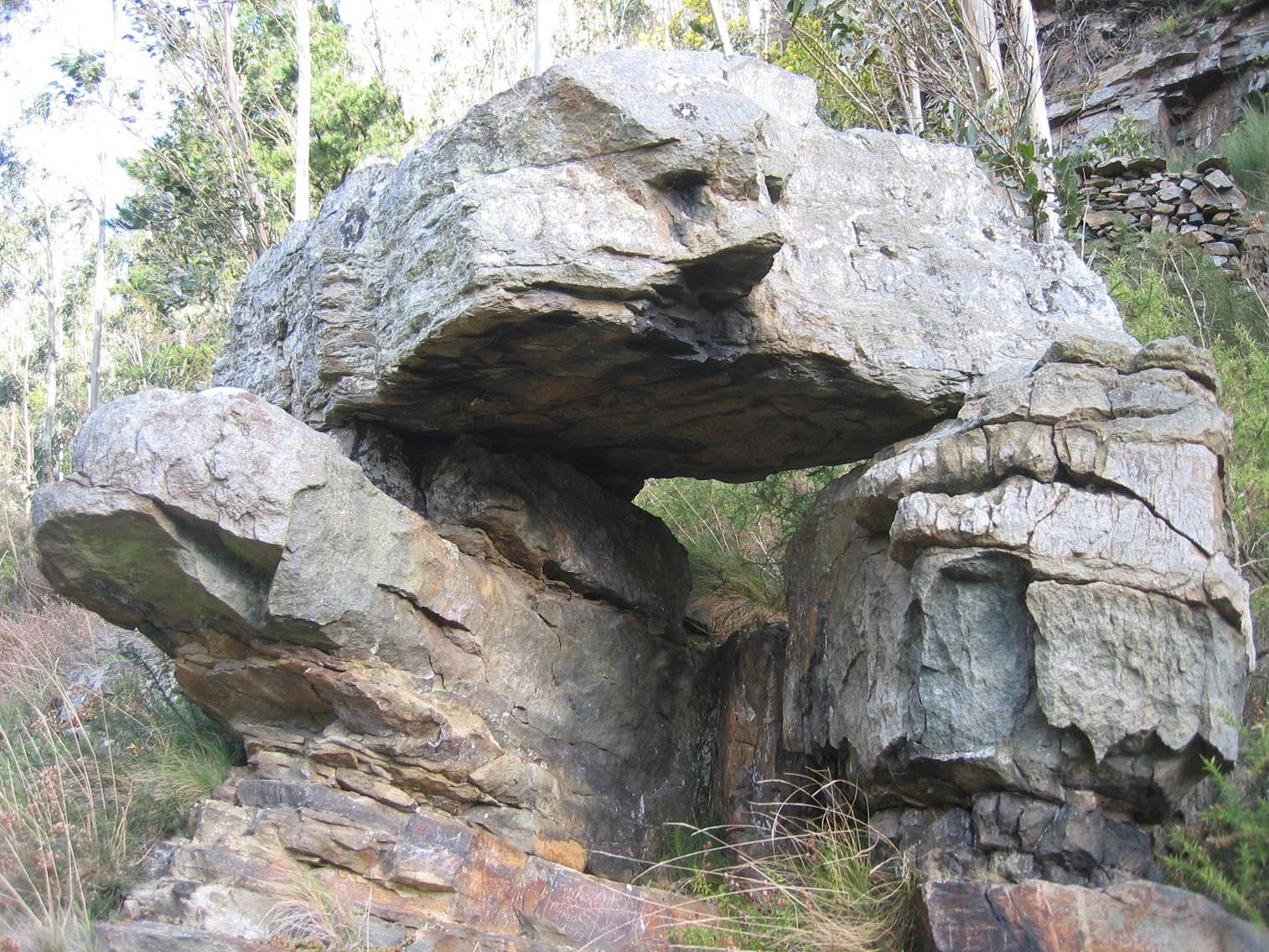
Dolmen de Restiello (Valle de Paredes)

- Dolmen (La Vega)Centro de Interpretación de las Hoces del esva
- Menhir (Ovienes)

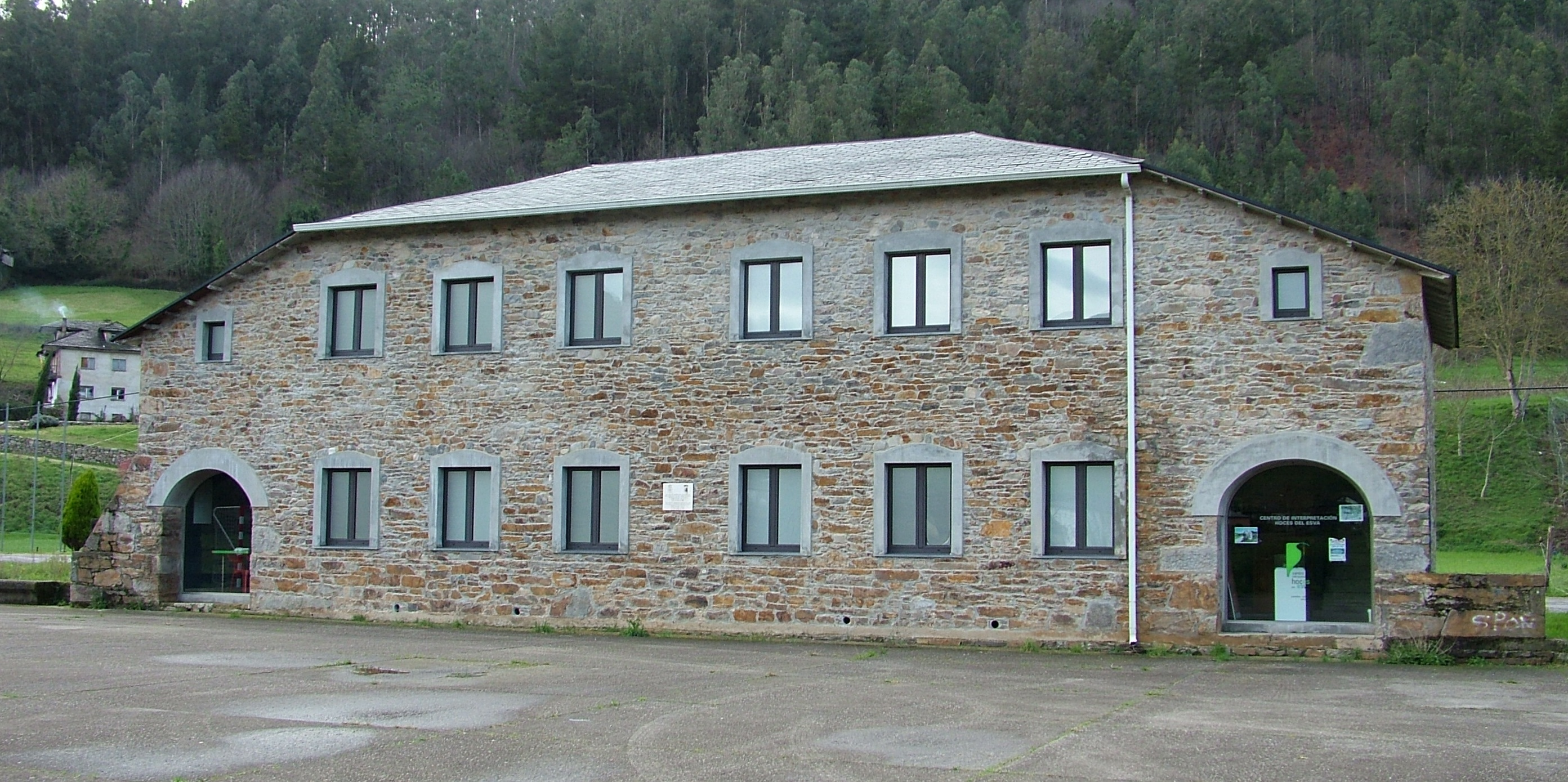
Centro de Interpretación de las Hoces del esva

- Hoces del Esva (entre Bustiello, Calleras y San Pedro)
- Río Esva y Puente de Baulanga (San Pedro)
- Embalse y antigua central eléctrica (acceso por Bustiello, a través de la ruta del embalse PR AS-2)
- Centro de interpretación "Hoces del Esva" (Agüera)
- Iglesia parroquial (San Pedro)
- Capillas y ermitas

## Actividades
La asociación de vecinos "Valle de Paredes" organiza diferentes actividades a lo largo del año, para el disfrute de los vecinos y de todos los visitantes que lo deseen. Las principales son:
- Cabalgata de Reyes (5 de enero)
- Muestra de oficios y costumbres del Medio Rural (Semana Santa)
- Día del socio (en agosto)
- Descenso ecológico del río Esva (en agosto)
- Excursiones

## Premios

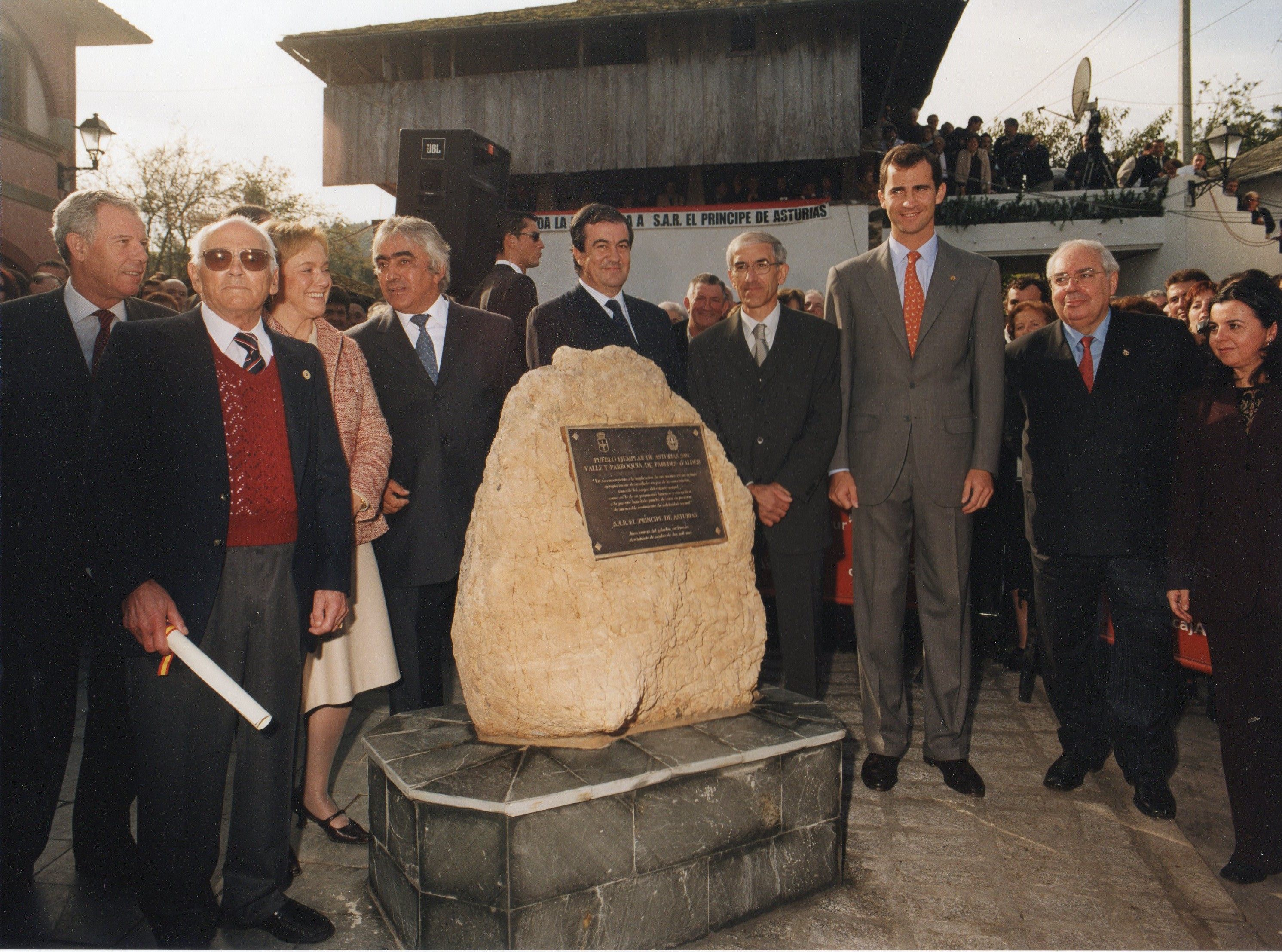
Entrega Premio Príncipe al Pueblo Ejemplar de Asturias 2001

En el año 2001, el 16 de septiembre, le fue concedido el Premio Príncipe de Asturias al Pueblo Ejemplar al «Valle y Parroquia de Paredes», premio que fue entregado por el Príncipe de Asturias el 27 de octubre de 2001 en una ceremonia celebrada en San Pedro.

## Senderismo

### Rutas a pie
Existen 4 rutas homlogadas que son:
PR AS-1 Hoces del Esva
Ofrece un recorrido por el paisaje protegido de la Cuenca del Esva y un disfrute de la flora y la fauna existentes en el Río Esva. La ruta tiene forma de "8", por lo que se pueden realizar distintas combinaciones entre los pueblos de Bustiello, San Pedro de Paredes y Calleras (en Tineo).
A lo largo del recorrido, sobre todo desde los pueblos de Adrao y Relloso, se puede disfrutar de unas grandes vistas hacia el valle y su entorno.
- Antigua central eléctricaPosible combinación con PR AS-2

PR AS-2 El Embalse

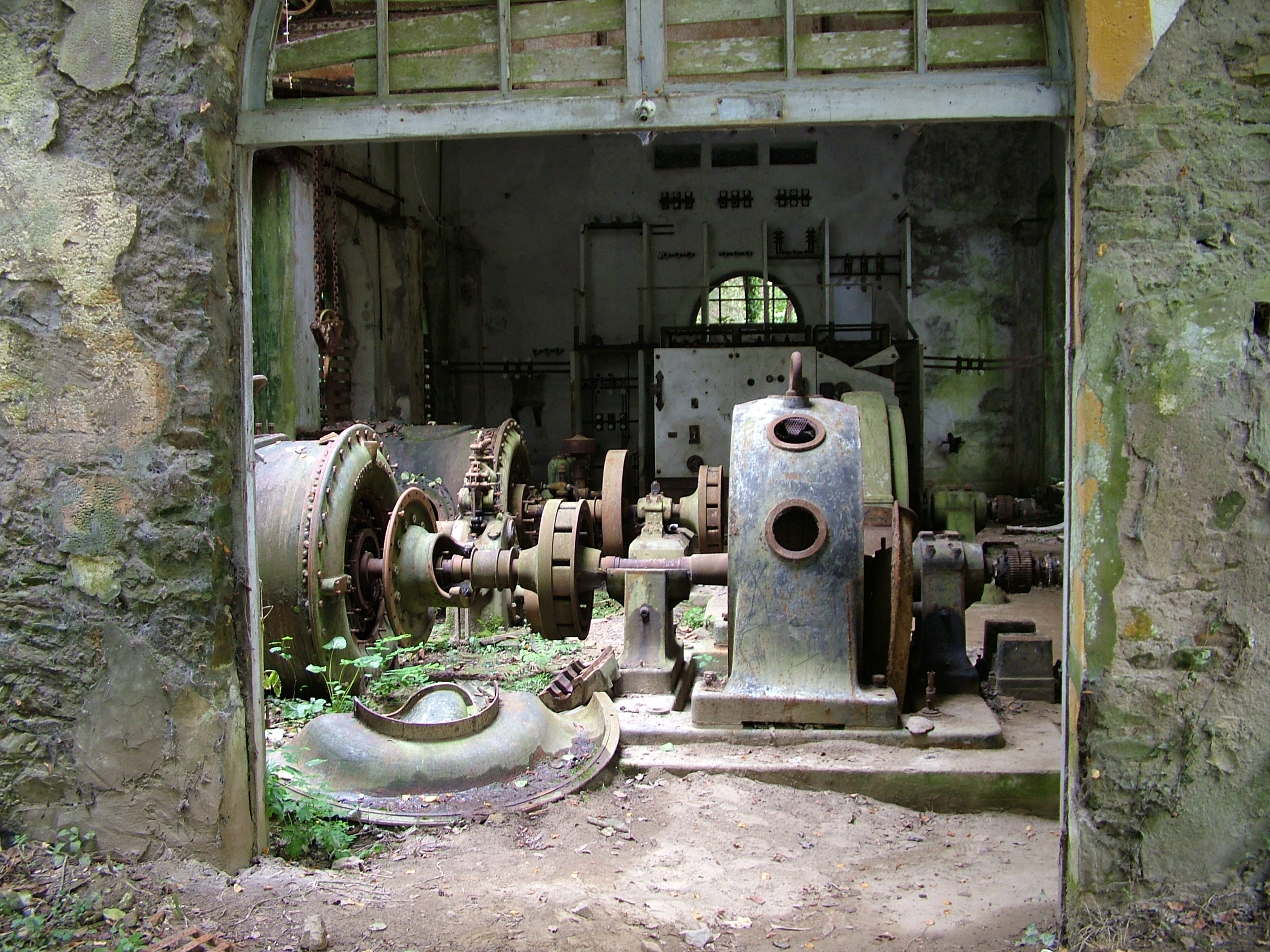
Antigua central eléctrica

Forma parte de la Ruta de las Hoces del Esva, PR AS-1, entre Bustiello, el embalse y la antigua central eléctrica. Una parte del recorrido discurre por una senda excavada en la roca, paralela al río Esva.
- Posible continuación hacia PR AS-1

PR AS-178 Camín de San Juan
Ruta circular que transcurre por pistas de monte, teniendo como punto de partida San Pedro. Asciende hasta la Capilla de San Juan por Busindre y regresa a San Pedro por Merás. A lo largo de la ruta, se disfruta de buenas vistas del entorno y las brañas por las que discurre.
PR AS-179 Ruta El Fielato
Sigue los antiguos caminos utilizados por los vaqueiros de Caborno y Aristébano. La ruta, circular, comienza en San Pedro y asciende hasta dichas brañas, para descender a Ovienes y cruzar el valle de vuelta a San Pedro.  Pasa por el menhir de Ovienes, la capilla de Santiago, donde se encuentra una antigua estela funeraria y el Centro de Interpretación de las Hoces del Esva.

## Pesca y caza

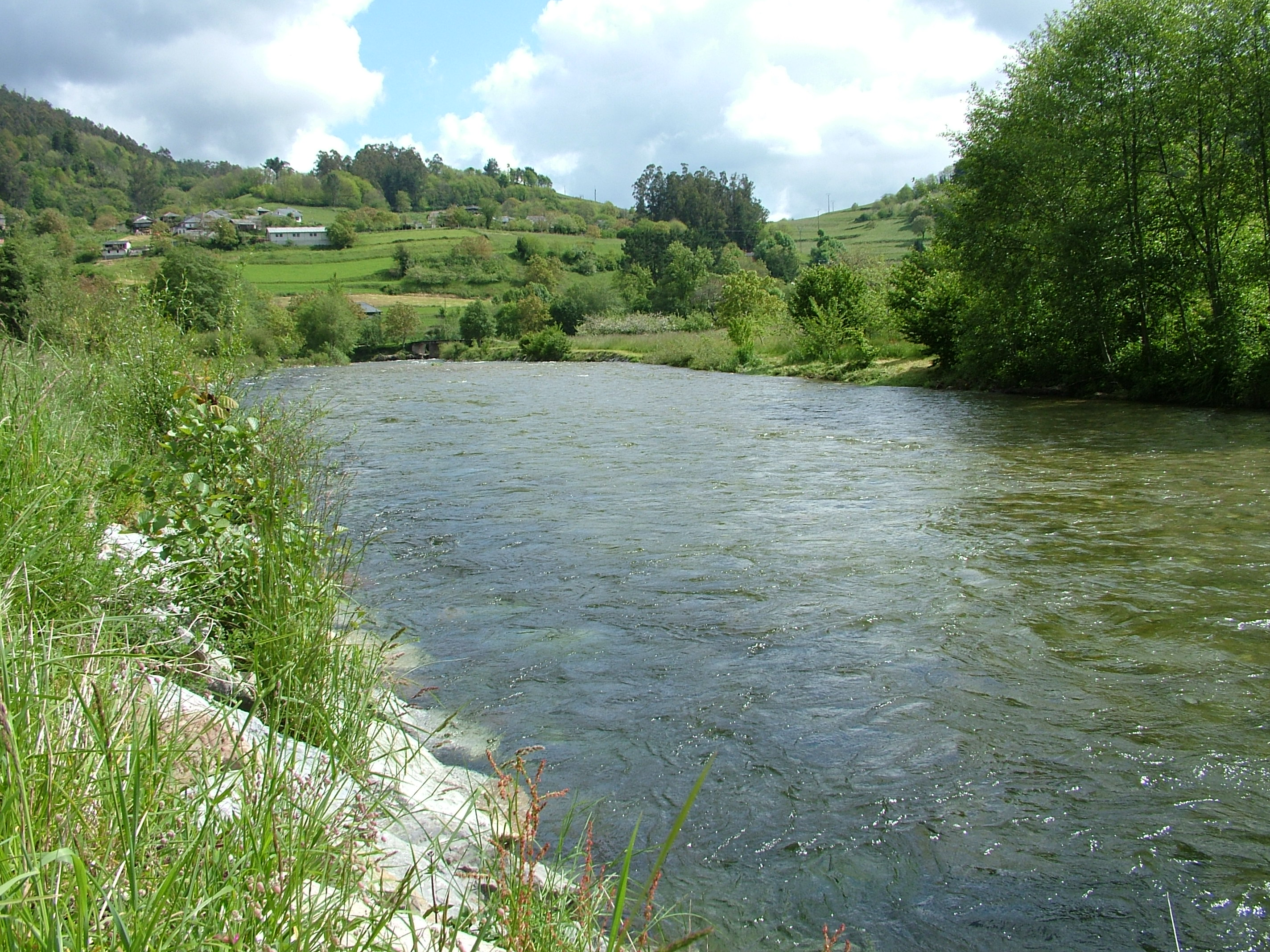
Río Esva a su paso por Agüera

El río Esva, a su paso por el valle, posee cotos de pesca de trucha y salmón, así como zonas libres.
El coto de pesca de Restiello permite la captura de salmón y trucha, y se extiende desde el límite con el coto de Paredes hasta la Cola de Chana el Molín. Tiene una longitud de unos 2,3 kilómetros.
Otro coto es el de Paredes, donde se permite la captura de trucha, y se extiende desde la antigua pasarela hasta la cabecera del coto Restiello. Su longitud aproximada es de 1,6 kilómetros.
Por último está el coto de Agüera, donde se permite la captura de trucha, que se extiende desde el puente de acceso a Bustiello (en El Suco) hasta la presa de la antigua central eléctrica. Su longitud es de unos 1,8 kilómetros.
En cuanto a la caza, existe un coto en el valle, donde se cazan jabalíes y corzos.

## Fauna
En el Río Esva hay una población de nutrias, salmones, reos, truchas y anguilas. 
En el bosque hay jabalíes, zorros y corzos.
Por los prados del valle, se pueden ver pastando vacas, ovejas, cabras y caballos.

## Flora
La zona de bosque está poblada por castaños, robles, pinos, eucaliptos y matorrales de brezo y tojo. 
Las riberas de los ríos también están pobladas por avellanos.

## Productos
En el Valle de Paredes se cultivan fabas, patatas, verduras, hortalizas y gran variedad de frutales de los que se obtienen cerezas, manzanas, peras, piescos, kiwis y también naranjas. Además, por los prados hay distribuidos muchos nogales, que producen gran cantidad de nueces.
Por los montes que rodean al valle, se localizan abundantes castaños, que producen castañas de gran tamaño y calidad, con las que realizar el amagüestu. La abundante presencia de tojo (toxo) y matorrales, aportan una buena materia prima a las abejas para que elaboren la miel. En el valle, hay cada vez más vecinos que instalan colmenas para su obtención, teniendo una marca registrada oficialmente: "Miel del Valle de Paredes"